# Лузанов, Виктор Мефодьевич
Виктор Мефодьевич Лузанов (14 мая 1938, Волоконовка, Курская область — 30 декабря 2010, Липецк) — советский и российский художник живописец, заслуженный художник России. Жил и работал в Липецке. Наиболее известен серией картин о Липецкой родословной Пушкина, произведениями на военную тематику.

## Биография
Виктор Лузанов родился 14 мая 1938 года в г. Волоконовка (ныне — Белгородской области). В 1964 году окончил Саратовское художественное училище, учился в мастерской К. С. Симонова, В. А. Гурова и В. Н. Бадаква. В том же году переехал в Липецк. С этого времени активно участвовал в групповых, зональных, республиканских, региональных, всесоюзных художественных выставках. С 1968 года член Союза художников СССР. Персональные выставки художника проходили в музее-усадьбе Суйда Гатчинского района под Петербургом — бывшем поместье легендарного пушкинского предка А. П. Ганнибала, в Липецком областном краеведческом музее,
в художественно-краеведческом музее «Успенское». В апреле 2008 года в липецкой гимназии № 19 был открыт музей «Липецкая капитанская дочка», основой которого стали 36 картин, подаренных художником. Он был членом Международной ассоциации изобразительных искусств — АНАП Юнеско.

## Творческий путь
Видное место в творчестве художника занимали картины на военную тематику. Лузанов писал жизнь фронтовиков и работников тыла. Серии «Годы испытаний» (1963—1970), «Люди села Кореневщино» (1980—1984). В 1984 году Лузанов начал «Липецкую родословную Пушкина», посвященная истории рода Пушкиных на Липецкой земле. В ней некоторые предки Пушкина изображались впервые. В родословную вошли серии «Липецкая капитанская дочка», «Осип Ганнибал на Липецких железоделательных водах», «В Суйду, в гости к Ганнибалу!», «Царское Село. Годы Лицея», «Святые горы. Михайловское». Лузанов работал также в жанре монументальной живописи. Он автор настенных росписей в санатории «Липецк», в Липецкой областной научной библиотеке. Полотна на военную тему: «Будни Войны».